# Michael Mando
Michael Mando, född 13 juli 1981 i Quebec City, är en kanadensisk skådespelare. Michael är mest känd för sin roll som Nacho Varga i Better Call Saul. Han är även spelat Vaas Montenegro i Far Cry-spelserien och Mac Gargan i Spider-man: Homecoming. 

## Filmografi (i urval)
- 2010 – Lost Girl (TV-serie)
- 2012 – Psych (TV-serie)
- 2012 – The Killing (TV-serie)
- 2013 – The Colony
- 2013 – Rookie Blue (TV-serie)
- 2013 – Elysium
- 2013–2014 – Orphan Black (TV-serie)
- 2015–2022 – Better Call Saul (TV-serie)
- 2017 – Spider-Man: Homecoming
- 2026 – Spider-Man: Brand New Day

## Datorspel
- 2012 – Far Cry 3
- 2021 – Far Cry 6